# Holmes E. Dager
Holmes Ely Dager (* 23. Juni 1893 in Asbury Park, New Jersey; † 24. Juli 1973 in San Francisco, Kalifornien) war ein Generalmajor der United States Army. Er war unter anderem Kommandeur der 4. und der 11. Panzerdivision.
Holmes Dager war ein Sohn von Martin Van Dager (1867–1893) und dessen Frau Lillian Stead Ely (geb. 1869). Er besuchte die öffentlichen Schulen und studierte danach bis 1916 Medizin mit der Absicht, Chirurg zu werden. Gleichzeitig gehörte er der New Jersey National Guard an. Im Jahr 1917 gelangte er nach dem amerikanischen Eintritt in den Ersten Weltkrieg in das Offizierskorps des US-Heeres. In der Armee durchlief er anschließend alle Offiziersränge vom Leutnant bis zum Zwei-Sterne-General.
Im Lauf seiner militärischen Karriere absolvierte Dager verschiedene Kurse und Schulungen. Dazu gehörten unter anderem der Officers Basic Course, der Officers Advanced Course, das Command and General Staff College und das United States Army War College.
Während des Ersten Weltkriegs war er mit den American Expeditionary Forces auf dem europäischen Kriegsschauplatz eingesetzt. Er diente im 51. Infanterieregiment, das der 6. Infanteriedivision unterstand, und nahm unter anderem an Gefechten in den Vogesen sowie an der Maas-Argonnen-Offensive teil. Zwischenzeitlich kommandierte Dager damals ein Bataillon.
Nach dem Krieg gehörte er für kurze Zeit den amerikanischen Besatzungstruppen in Deutschland an. Zwischen 1920 und 1924 war er Dozent für Militärwissenschaft an der Clason Military Academy in New York City. In den folgenden Jahren absolvierte er einige der oben erwähnten Schulen. Zwischenzeitlich kommandierte er auch einige militärische Einheiten. Dazu gehörte eine Infanteriekompanie in Fort Benning, dem heutigen Fort Moore. Nach seinem Studium am Command and General Staff College (1929–1931) wurde er Bataillonskommandeur beim 65. Infanterieregiment, das zwischenzeitlich in Puerto Rico stationiert war.
Im weiteren Verlauf der 1930er Jahre war Holmes Dager für kurze Zeit Stabsoffizier in der Abteilung für Operationen (G3) der 1. Infanteriedivision, dann Student am United States Army War College. Danach war er von 1936 bis 1940 Dozent am Command and General Staff College in Fort Leavenworth in Kansas. Anfang 1940 erhielt er das Kommando über den Militärstandort Fort Wadsworth auf Staten Island in New York City. Im weiteren Verlauf des Jahres 1940 wurde er zur Stabsabteilung für Personal (G1) bei der 1. Armee versetzt, die auf Governors Island, ebenfalls in New York City, stationiert war.
Im Jahr 1941 erhielt Holmes Dager das Kommando über das 41. Panzerregiment, das der 2. Panzerdivision unterstand. Das Regiment war in Fort Benning stationiert und wurde angesichts drohender Kriegsgefahr auf einen möglichen Einsatz vorbereitet. Nach dem Eintritt der Vereinigten Staaten in den Zweiten Weltkrieg erhielt Dager das Kommando über eine Brigade der 4. Panzerdivision, die als Combat Command B bezeichnet wurde. Die Division wurde von Generalmajor John S. Wood kommandiert und befand sich anfangs noch in einer Ausbildungsphase in den Vereinigten Staaten. Dazu gehörten auch umfangreiche Manöver, unter anderem in Tennessee und Kalifornien. Um den Jahreswechsel 1943/44 wurde die Division nach England verlegt. Im Juli 1944 landete sie in Frankreich und nahm in der Folge am alliierten Vormarsch durch Frankreich nach Deutschland vor. Dager behielt das Kommando über diese Brigade bis zum Februar 1945. Anschließend erhielt er das Kommando über die gesamte 4. Panzerdivision, das er für etwa einen Monat innehatte. In dieser Zeit stieß die Division weit nach Deutschland vor.
Nach seiner Zeit als Kommandeur der 4. Panzerdivision erhielt er das Kommando über die 11. Panzerdivision, das er zwischen dem 21. März und dem 31. August 1945 innehatte. Die Division war auch am Vormarsch durch Deutschland beteiligt und erreichte Bayern und Österreich. Teile der Division befreiten am 5. Mai 1945 das KZ Mauthausen. Nach der deutschen Kapitulation gehörte Dagers Division zu den Besatzungstruppen in Deutschland, ehe sie am 31. August 1945 aufgelöst wurde. Damit war Holmes Dager letzter Kommandeur der 11. Panzerdivision.
Nach dem Krieg kommandierte Holmes Dager in den Jahren 1946 und 1947 die amerikanischen Stationierungsstreitkräfte in Österreich. Anschließend ging er in den Ruhestand.
Der seit 1948 mit Eleanora Benetzka (1893–1990) verheiratete Offizier starb am 24. Juli 1973 In San Francisco und wurde auf dem Nationalfriedhof Arlington beigesetzt.

## Orden und Auszeichnungen
Holmes Drager erhielt im Lauf seiner militärischen Laufbahn unter anderem folgende Auszeichnungen:
- Distinguished Service Cross
- Army Distinguished Service Medal
- Silver Star
- Legion of Merit
- Bronze Star Medal
- World War I Victory Medal
- American Defense Service Medal
- American Campaign Medal
- European-African-Middle Eastern Campaign Medal
- World War II Victory Medal
- Presidential Unit Citation